# Pararctophila
Pararctophila   (лат.) — род двукрылых из семейства журчалок из подсемейства Eristalinae.

## Описание
Ариста длинноперистая, ширина опушения более чем в два раза превышает ширину флагеллума. Апикальная поперечная жилка (апикальный отрезок M1) имеет возвратное направление и образует с R4+5 наружный острый угол.

## Систематика
В составе рода:
- Pararctophila bengalensis Kohli, Kapoor & Gupta, 1988
- Pararctophila brunnescens Huo & Shi, 2007[2]
- Pararctophila oberthuri Herve-Bazin, 1914